# Válya
Válya (románul: Vale) település Erdélyben, Hargita megye területén, Maroshévíz municípiumhoz tartozik.

## Története
A trianoni békeszerződés előtt Maros-Torda vármegye Régeni felső járásához tartozott, Maroshévíz része volt.

## Népessége
1992-ben 2033 lakójából 1741 román, 281 magyar, 1 német és 9 roma volt.
(1966-ban még 472 magyar élt itt.)

## Vallások
Lakói közül 1706 ortodox, 4 görögkatolikus, 260 római katolikus, 23 református, 1 unitárius, 21 baptista, 6 pünkösdista és 11 adventista.